# Merremia similis
Merremia similis är en vindeväxtart som beskrevs av Adolph Daniel Edward Elmer. Merremia similis ingår i släktet Merremia och familjen vindeväxter. Inga underarter finns listade i Catalogue of Life.